# Pertinax (materiale)
 For alternative betydninger, se Pertinax (flertydig). (Se også artikler, som begynder med Pertinax)
Pertinax er et kunststof, der, beklædt med kobberfolie på en eller begge sider, fortrinsvis benyttes til printplader. Det består af flere lag papir imprægneret med fenol formaldehyd harpiks. Det anvendes især til billigere elektroniske produkter, da dets mekaniske egenskaber over for vibrationer er ringere end glasfiber. Det kan bores, fræses og saves samt stanses i varm tilstand.

## Handelsnavne
- Lamitex
- Paxoline
- Paxolin
- Pertinax – (udgået, overtaget af Lamitec)
- Synthetic Resin Bonded Paper (SRBP)
- Phenol-papir